# إيمي جونز (كاتبة)
إيمي جونز (بالإنجليزية: Amy Jones)‏ (9 سبتمبر 1976)؛ روائية كندية.